# Estación Llay Llay
Llay Llay es una estación ferroviaria chilena que formó parte de la línea Santiago-Valparaíso y el ramal Llay-Llay-Los Andes de la Empresa de los Ferrocarriles del Estado, esta última permite la conexión del Ferrocarril Transandino con la Red Sur de Ferrocarriles.
Actualmente los servicios de pasajeros ya no operan. La estación se mantiene en pie pero con un grado de deterioro, y las vías secundarias son utilizadas para el cruce de trenes de carga.
En octubre de 2023 se inauguró un centro cultural en las antiguas instalaciones de la estación.